# Il signor Lunedì
Il signor Lunedì (titolo originale Monsieur Lundi) è un racconto dello scrittore belga Georges Simenon, pubblicato nel 1936. Fa parte della serie con protagonista il commissario Maigret.
La novella fu scritta a Neuilly-sur-Seine nell'ottobre del 1936 e pubblicata sul supplemento del quotidiano Paris-Soir-Dimanche n.52 del 20 dicembre 1936. Nel 1944 confluì nella raccolta Les Nouvelles Enquêtes de Maigret, quarta di 9 inchieste della nuova serie, presso l'editore Gallimard.

## Trama
Olga Boulanger, una ragazza bretone, è morta misteriosamente mentre era al servizio di Armand Barion, medico specialista in malattie polmonari. I genitori di lei si rivolgono a Maigret per vederci chiaro. L'autopsia rivela che la ragazza era incinta di quattro mesi, e il dottore indica nel proprio autista, Martin Vignolet, l'amante della ragazza. L'autopsia ha anche svelato che l'intestino della ragazza era perforato secondo un modo di uccidere conosciuto in Malaysia, attraverso i germogli di segale. Un vagabondo, chiamato signor Lunedì, dal nome del giorno della settimana in cui puntualmente visitava la casa del dottore, ha portato ogni volta per i tre bambini del medico dei dolci, al cui interno la polizia trova i germogli di segale. Olga, mangiandoli al loro posto, ha salvato i bambini che evidentemente erano l'obiettivo. Ma il signor Lunedì è innocente, dato che i dolci vengono preparati da una donna inglese, Laurence Wilfur, la quale è follemente innamorata di Barion e ha preparato i dolci alla maniera in cui venne preparato un intruglio da parte di alcuni indigeni con il quale fu ucciso suo padre, quando era funzionario delle colonie francesi. La donna verrà dichiarata folle.

## Adattamento

### Televisione
Episodio dal titolo Maigret chez le docteur, facente parte della serie televisiva Il commissario Maigret, diretto da Claudio Tonetti, trasmesso per la prima volta il 25 giugno 2004, con Bruno Cremer nel ruolo del commissario Maigret. In Italia l'episodio andò in onda per la prima volta il 5 luglio 2009 col titolo Maigret e il dottore.

## Edizioni italiane
- Il signor Lunedì, Collana I Capolavori dei Gialli Mondadori nn° 4 e 5, Milano, Mondadori, 1954.[1]
- in  Maigret in Rue Pigalle, traduzione di Elena Cantini, Collana Il girasole. Biblioteca Economica Mondadori n.185, Milano, Mondadori, 1962. [2]
- Maigret in Rue Pigalle, traduzione di E. Cantini, Collana Le inchieste del commissario Maigret n.53, Milano, Mondadori, 1968.  - Collana Oscar n.476, Mondadori, 1973.
- in  Le inchieste del commissario Maigret. Volume terzo, Collana Tutte le opere di Georges Simenon, Milano, Mondadori, 1968.
- in  Tre inchieste del commissario Maigret, in allegato a Epoca n.1349, Milano, Mondadori, 1976. - in Maigret indaga, suppl. Inchieste commissario Maigret n°9, 1981.
- in  Rue Pigalle e altri racconti, traduzione di Annamaria Carenzi Vailly, Collana gli Adelphi n.424, Milano, Adelphi, 2012,  pp. 59-74, ISBN 978-88-459-2740-9.